# 373
| 373                |
| ------------------ |
| Dødsfald - Fødsler |
|                    |

| Gregoriansk kalender | 373 CCCLXXIII           |
| Ab urbe condita      | 1126                    |
| Armensk kalender     | I/T                     |
| Kinesiske kalender   | 3069 – 3070 壬申 – 癸酉 |
| Etiopisk kalender    | 365 – 366               |
| Jødisk kalender      | 4133 – 4134             |
| Hindukalendere       |                         |
| - Vikram Samvat      | 428 – 429               |
| - Shaka Samvat       | 295 – 296               |
| - Kali Yuga          | 3474 – 3475             |
| Iransk kalender      | 249 BP – 248 BP         |
| Islamisk kalender    | 257 BH – 256 BH         |

Se også 373 (tal)

## Dødsfald
- Athanasius, kristen biskop i Alexandria (født ca. 298).